# Bałamutowo
Bałamutowo (Duits: Ballamutowen; 1934–1945: Giersfelde) is een plaats in het Poolse district  Ełcki, woiwodschap Ermland-Mazurië. De plaats maakt deel uit van de gemeente Stare Juchy en telt 64 inwoners.